# Adriaan Joachim de Bruijn
Adriaan Joachim de Bruijn (Vrijhoeve-Capelle, 18 februari 1889 – Renesse, 10 februari 1953) was een Nederlands politicus. 
Hij werd geboren als zoon van Adrianus Pieter de Bruijn (1861-1944; landbouwer) en Pietronella Zijlmans (1863-1941). Hij was ambtenaar ter secretarie voor hij rond april 1914, op nog maar 25-jarige leeftijd, benoemd werd tot burgemeester van de gemeenten Ellemeet en Elkerzee. Midden 1943 werd De Bruijn ontslagen maar na de bevrijding keerde hij terug in zijn oude functies. Ruim een week na de Watersnoodramp van 1953 overleed hij op 63-jarige leeftijd. 
In Ellemeet is naar hem de 'Burgemeester de Bruijnstraat' vernoemd. 